# Sheldon (Vermont)
Pour les articles homonymes, voir Sheldon.
Sheldon est une ville du comté de Franklin (Vermont), aux États-Unis.

## Démographie
| Groupe            | Sheldon | Vermont | États-Unis |
| ----------------- | ------- | ------- | ---------- |
| Blancs            | 96,1    | 95,3    | 72,4       |
| Métis             | 2,2     | 1,7     | 2,9        |
| Afro-Américains   | 0,5     | 1,0     | 12,6       |
| Autres            | 0,5     | 0,4     | 6,4        |
| Amérindiens       | 0,5     | 0,4     | 0,9        |
| Asiatiques        | 0,2     | 1,3     | 4,8        |
| Total             | 100     | 100     | 100        |
|                   |         |         |            |
| Latino-Américains | 1,1     | 1,5     | 17,37      |

Selon l'American Community Survey, pour la période 2011-2015, 88,68 % de la population âgée de plus de 5 ans déclare parler l'anglais à la maison, 7,05 % le français, 3,83 % l'espagnol et 0,34 % une autre langue.

## Culture
39 % des citoyens sont de descendance canadienne, 14 % irlandaise, et 10 % anglaise.

## Personnalité
- Heber Chase Kimball (1801-1868), personnalité mormone, y est né.